# Cif
Cif é uma marca de produtos de limpeza da Unilever, lançada na França em 1969, também conhecida como Jif, Vim, Viss e Handy Andy. Cif é o limpador mais vendido no mundo, sendo a Ásia o mercado de mais rápida expansão, e a Índia o maior.

## Marca
Os produtos Cif também são vendidos com os nomes Jif, Vim, Viss e Handy Andy, dependendo do país.
No Reino Unido e na África do Sul os produtos eram vendidos como Vim e depois alterados para Jif, marca usada na Irlanda, Países Baixos e Hong Kong. Em 2001 a marca na maioria desses países foi trocada para Cif a fins de harmonização.
Na Bélgica, Finlândia e Portugal, o produto foi comercializado como Vim por pouco tempo, tornando-se Cif. No Canadá e na Índia ainda é conhecido por Vim. Recentemente propagandas de Cif Cremoso foram veiculadas na Índia, enquanto a marca Vim é usada para desengordurantes. Na Alemanha, é conhecido como Viss, e na Noruega e Suécia como Jif.

## Produtos
- Cif Cremoso
- Cif Vidros
- Cif Banheiro
- Cif Desengordurante